# Ōkura
Ōkura (jap. 大蔵村 Ōkura-mura) – wieś w Japonii, na wyspie Honsiu, w prefekturze Yamagata. Według danych na rok 2020 miejscowość zamieszkiwało 3 028 mieszkańców , a gęstość zaludnienia wyniosła 14,3 os./km².